# Malang
Malang – drugie pod względem liczby ludności miasto we wschodniej Jawie w Indonezji nad rzeką Brantas; współrzędne geograficzne 7°59′S 112°37′E/-7,983333 112,616667, 843 810 mieszkańców (2021).
Miasto leży na wysokości 450 m n.p.m. otoczone przez wysokie wulkany (Semeru, Bromo, Kawi-Butak, Arjuno).
Ośrodek handlowy regionu rolniczego (cukier, ryż, kawa, herbata, kukurydza, orzeszki ziemne). Przemysł spożywczy (cukrownie, łuszczarnie ryżu, zakłady tytoniowe), włókienniczy, drzewny (wytwórnie mebli). Uniwersytet (Universitas Brawijaya zał. 1963).

## Zabytki
Ruiny średniowiecznych pałaców, grobowiec króla Anusapati (XIII w.).

## Religia
Większość populacji stanowią muzułmanie.

## Język
Większość populacji posługuje się językiem jawajskim (w urzędach, szkołach – indonezyjskim).

## Podział administracyjny
Miasto jest podzielone na następujące dystrykty (kecamatan):
- Klojen
- Blimbing
- Kedungkandang
- Sukun
- Lowokwaru

## Miasta partnerskie
- Pecz, Węgry
- Manchester, Wielka Brytania
- Lyon, Francja